# Centrum im. Ludwika Zamenhofa w Białymstoku
Centrum im. Ludwika Zamenhofa – miejska instytucja kultury utworzona w Białymstoku przy ul. Warszawskiej 19 na wniosek Prezydenta Miasta Białegostoku z okazji organizacji w mieście w dniach od 25 lipca do 1 sierpnia 2009 roku 94. Światowego Kongresu Esperanto. 

## Historia
Oficjalne otwarcie Centrum dla obywateli Białegostoku miało miejsce 21 lipca 2009 roku. Początkowo było ono oddziałem Białostockiego Ośrodka Kultury, od stycznia 2011 roku było samodzielną placówką kultury. W styczniu 2017 roku CLZ ponownie weszło w skład Białostockiego Ośrodka Kultury.
Centrum Zamenhofa proponuje zwiedzającym wystawę stałą „Białystok młodego Zamenhofa” oraz liczne wystawy czasowe, koncerty, projekcje filmowe, przedstawienia teatralne. W Centrum organizowane są też regularnie dyskusje panelowe, wykłady i promocje literackie. W 2012 roku CLZ wydało komiks Joanny Karpowicz Pocztówki z Białegostoku, a w 2013 roku I love Podlasie Małgorzaty Józefowicz. W 2014 roku ukazał się kolejny komiks Doktor Esperanto, którego autorem był Wojciech Łowicki, a autorem rysunków Daniel Baum. 
Centrum Zamenhofa organizuje też szereg warsztatów edukacyjnych dla dzieci i młodzieży, wdraża nowoczesne projekty społeczno-edukacyjne, takie jak Żywa Biblioteka czy gra terenowa „Poznaj Białystok”.

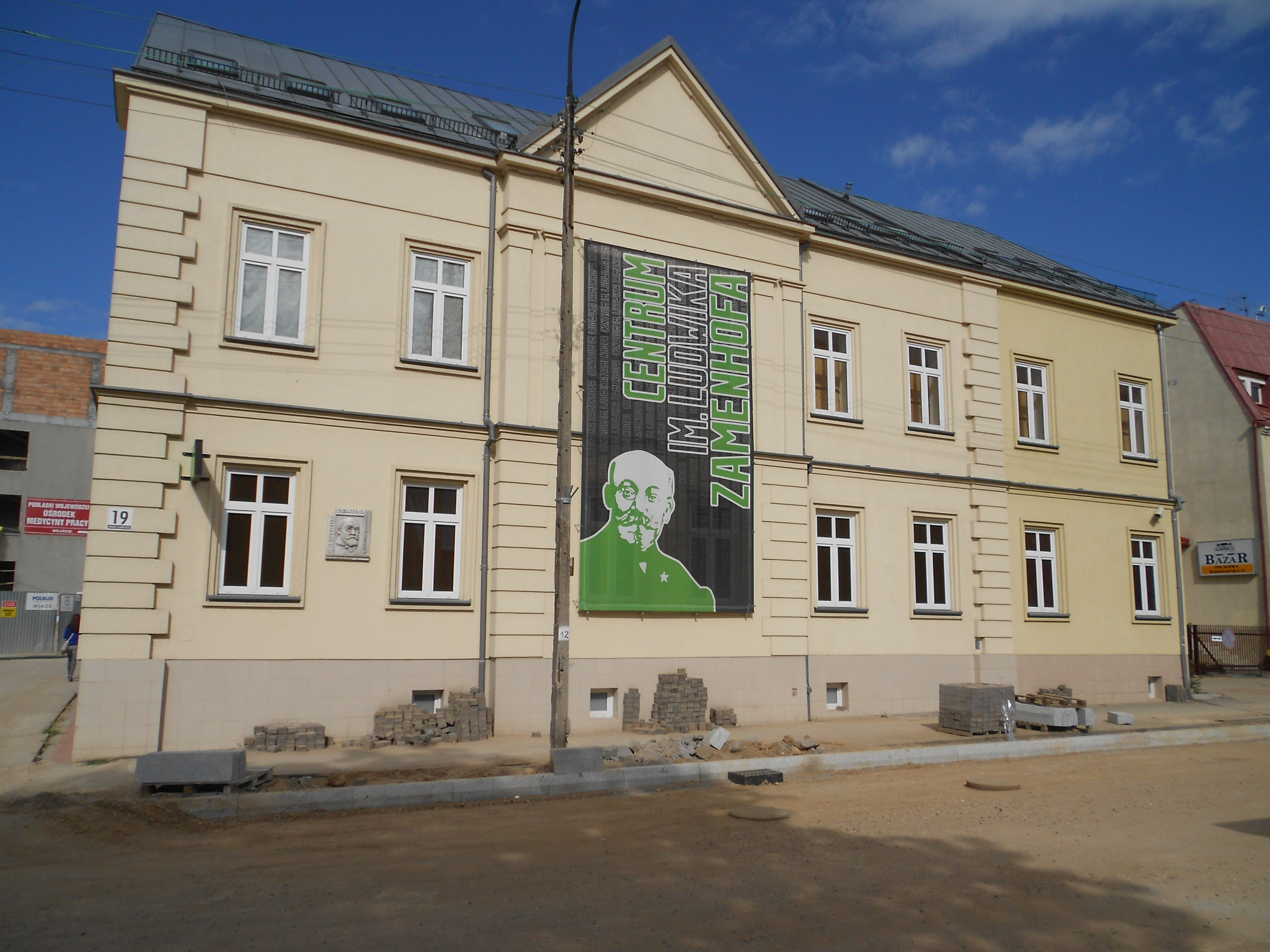
Budynek Centrum im. Ludwika Zamenhofa. widok od ul. Warszawskiej

## Budynek
Kamienica, w której mieści się Centrum im. Ludwika Zamenhofa, została włączona do otwartego w czerwcu 2008 Szlaku Dziedzictwa Żydowskiego w Białymstoku, opracowanego przez grupę doktorantów i studentów Uniwersytetu w Białymstoku – wolontariuszy Fundacji Uniwersytetu w Białymstoku. Budynek ten uwzględniono również w otwartym w czerwcu 2009 Szlaku Esperanto i wielu kultur.

## Biblioteka języka esperanto

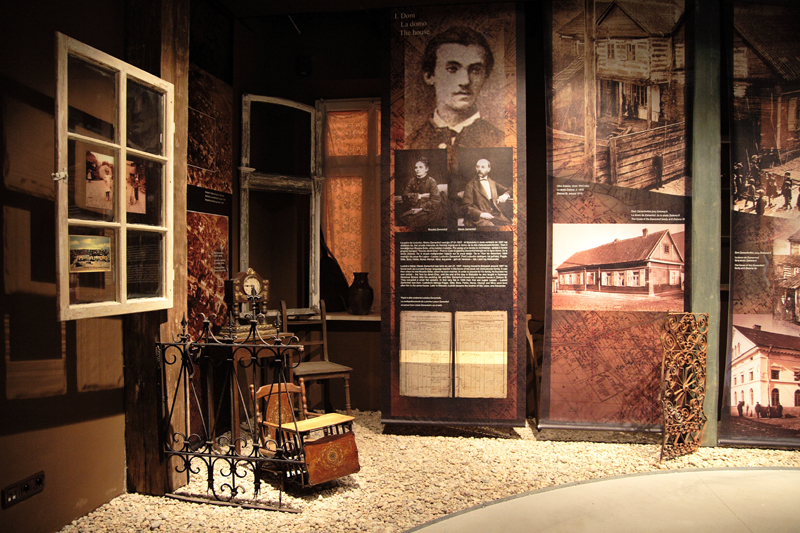
Wystawa stała „Białystok młodego Zamenhofa”

12 maja 2010 roku w budynku Centrum im. Ludwika Zamenhofa otwarto Esperanto-Libraro, filię Książnicy Podlaskiej im. Łukasza Górnickiego w Białymstoku. Jest ona pierwszą w Polsce publiczną biblioteką ze zbiorami w języku esperanto oraz poświęconymi temu językowi.